# Piet van Sterkenburg
Petrus Gijsbertus Jacobus (Piet) van Sterkenburg (Breda, 24 januari 1942) is een Nederlands taalkundige.

## Leven en werk

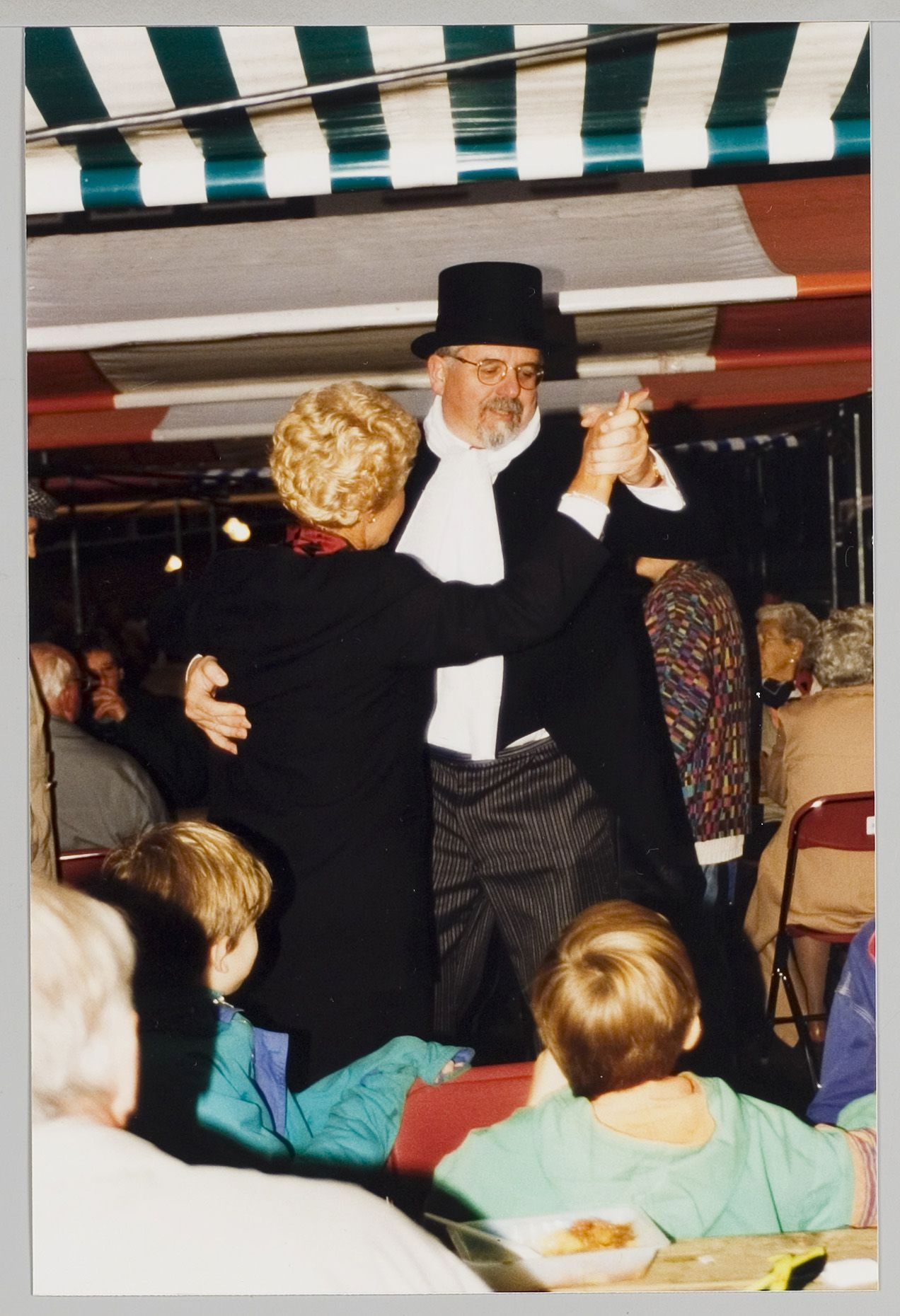
Van Sterkenburg, 3 oktober 1995 in Leiden

Van Sterkenburg was van 1977 tot 2007 wetenschappelijk directeur van het Instituut voor Nederlandse Lexicologie (INL) in Leiden (later opgegaan in het Instituut voor de Nederlandse Taal). 
Van 1995 tot 2004 was hij jurylid van het Groot Dictee der Nederlandse Taal.
Hij is emeritus hoogleraar Lexicologie van de universiteit Leiden (1985-2007) 
Onderzoek verrichtte hij op het gebied van de historische en hedendaagse lexicografie, dialectologie, filologie en naamkunde. Vooral woorden voor emoties mochten op zijn aandacht rekenen.
Als secretaris-generaal (1992-2018) van het Permanent International Committee of Linguists stimuleerde hij onderzoek naar met uitsterven bedreigde talen.
De digitalisering van het Woordenboek der Nederlandsche Taal en het initiatief tot een etymologisch woordenboek van het Afrikaans behoren eveneens tot zijn wapenfeiten.
Hij heeft eredoctoraten van de universiteit van Wroclaw, Polen en van de universiteit van Stellenbosch, Zuid-Afrika, is ereburger van de stad Leiden en erelid van de Maatschappij der Nederlandse Letterkunde.
Van Sterkenburg was van 1994 tot en met 2005 voorzitter van de 3-oktobervereniging in Leiden.

## Publicaties (selectie)
- Het Glossarium Harlemense. Een lexicologische bijdrage tot de studie van de Middelnederlandse lexicografie. Martinus Nijhoff. De Haag 1975.
- Vloeken. Een cultuurbepaalde reactie op woede, irritatie en frustratie. Tweede, sterk gewijzigde druk. Sdu Uitgevers. Den Haag. 2001.
- A Practical Guide to Lexicography. John Benjamins. Amsterdam, Philadelphia. 2003.
- Een kleine taal met een grote stem: hedendaags Nederlands. Scriptum. Schiedam 2009.
- Van woordenlijst tot woordenboek. Een geschiedenis van woordenboeken van het Nederlands. Scriptum. Schiedam 2011.
- Met Ferenc Kiefer, Eight Decades of General Linguistics. The history of CIPL and Its Role in the History of Linguistics. Leiden: Brill. Boston. 2013.
- Leienaars. Leidse achternamen en Leidenaars van naam. Scriptum. Schiedam 2017.
- Geen woord te veel. Geschiedenis van het INL tot INT. Samen met Frieda Steurs. Scriptum. Schiedam 2020.